# 彼得里·林德布姆
彼得里·林德布姆（瑞典語：Petteri Lindbohm，1993年9月23日—），芬兰男子冰球运动员，场上位置是防守后卫。他曾代表芬兰参加2022年冬季奥林匹克运动会冰球比赛，获得一枚金牌。